# (35880) 1999 JC76
1999 JC76 (asteroide 35880) é um asteroide da cintura principal. Possui uma excentricidade de 0.12819010 e uma inclinação de 5.63487º.
Este asteroide foi descoberto no dia 10 de maio de 1999 por LINEAR em Socorro.